# 筑波藤麿
筑波藤摩（1905年2月25日—1978年3月20日）是日本的前皇族、舊華族，山階宮菊麿王第3王子， 任靖國神社第五代宮司。 位階勳等是從三位勳一等侯爵。 皇族時代的名和身位是藤麿王。其母為菊麿王妃（後妃）鳥津常子， 其妻為日本貴族院子爵議員毛利高範女毛利喜代子。筑波藤摩是在下降前屬山階宮，在下降後原應封爲伯爵，但被破例封為侯爵。在戰後擔任靖國神社宮司長達32年（1946～1978）。同時，他也是山階宮諸多兄弟中唯一沒有從軍的，亦是東京帝大國史科的學生。